# Święto Najświętszej Maryi Panny Królowej Polski
Święto Najświętszej Maryi Panny Królowej Polski – święto (uroczystość liturgiczna) obchodzone w Kościele katolickim w Polsce 3 maja (Z wyjątkiem przypadków kiedy ten dzień wypada w niedzielę). Nie należy do świąt nakazanych w Polsce.
Święto zostało ustanowione przez papieża Benedykta XV w 1920 na prośbę polskich biskupów po odzyskaniu przez Polskę niepodległości w 1918. Upamiętnia ono śluby lwowskie króla Jana Kazimierza, który podczas potopu szwedzkiego powierzył Polskę opiece Matki Bożej.
Kult Królowej Korony Polskiej upowszechniał się po rozbiorach Polski, szczególnie w środowisku emigracji polskiej we Francji oraz wśród mieszkańców Lwowa i Krakowa, i odegrał wielką rolę w pracy nad budzeniem poczucia i świadomości narodowej. Zaborcy doceniali znaczenie tego kultu i prowadzili walkę z jego propagowaniem, nakazując m.in. usuwanie wezwania „Królowa Korony Polskiej” z Litanii loretańskiej, zwalczając pielgrzymki do Częstochowy, usuwając z bibliotek publikacje o Królowej Korony Polskiej i ścigając procesami posiadanie i rozpowszechnianie kopii obrazu jasnogórskiego.
Inicjatywę ustanowienia specjalnego święta maryjnego związanego z tym tytułem wysunęło najprawdopodobniej powstałe we Lwowie Bractwo Najświętszej Maryi Panny Królowej Korony Polskiej, poświęcające pierwszą niedzielę maja modlitwom dziękczynnym za opiekę Maryi nad Polską. Pomysł poparł arcybiskup Józef Bilczewski, a papież Pius X w 1909 ustanowił święto Królowej Korony Polskiej dla diecezji lwowskiej i przemyskiej, polecając obchodzić je w pierwszą niedzielę maja. W 1914 obchody przeniesiono z pierwszej niedzieli maja na 2 maja.
Po odzyskaniu przez Polskę niepodległości biskupi polscy zaproponowali papieżowi ustanowienie święta Maryi Królowej Polski 3 maja, tak aby podkreślić związek tego święta z pierwszą polską konstytucją uchwaloną 3 maja 1791 przez Sejm Czteroletni. Konstytucja wypełniła w swoich założeniach część ślubowań Jana Kazimierza – król zobowiązywał się uroczyście wziąć pod opiekę lud polski i zaprowadzić sprawiedliwość.
Na wniosek biskupów polskich Święta Kongregacja Obrzędów przeniosła w 1924 obchody tego święta na 3 maja. W 1925 roku rozciągnięto je na wszystkie polskie diecezje, tym samym połączono świętowanie rocznicy uchwalenia Konstytucji 3 Maja oraz święta Królowej Korony Polskiej.
Po napaści Niemiec oraz Sowietów w 1939 władze okupacyjne zakazały obchodzenia święta Królowej Korony Polskiej. Nie uznawały go również władze Polski Ludowej po II wojnie światowej, święto obchodzono tylko w liturgii kościelnej.